# أحدهم طار فوق عش الوقواق (رواية)
أحدهم طار فوق عش الوقواق، كتب كين كيسي الرواية الواقعة أحداثها في مستشفى أوريغون للأمراض النفسية. تزودنا حبكة الرواية بدراسة للسلوك المؤسساتي، والعقل البشري، ونقد الطب النفسي. حول الرواية إلى عرض مسرحي دايل واسيرمان عام 1963 وعرضت على مسرح برودواي. وحولها بو جولدمان إلى فلم سينمائي حائز على خمس جوائز أوسكار بالعنوان نفسه من إخراج ميلوش فورمان عام 1975.
اختارت مجلة تايم الرواية ضمن لائحتها «أفضل 100 رواية إنكليزية بين عام 1923 و2005». أدرجت الرواية عام 2003 في استطلاع القراءة الكبرى لبي بي سي بوصفها إحدى أكثر الروايات المحبوبة في بريطانيا.

## الحبكة
يروي «الزعيم» برومدين الكتاب، وهو مريض من الأمريكيين الأصليين في المستشفى، مطيع للأوامر على الرغم من ضخامته. يتظاهر بأنه أصم وأبكم. تركز حكاية برومدين على النزعة الثورية لراندل باتريك ماكمرفي، المزيف إصابته بالجنون ليخدم عقوبته في مستشفى الأمراض النفسية عوضًا عن السجن. تحكم الممرضة المسؤولة راتشيد الجناح بسلطة كاملة ورقابة طبية قليلة، ويساعدها على ذلك ثلاثة ممرضين مسؤولين عن النوبة الصباحية، وأطباء وممرضات مساعدات.
يغضب مورفي الممرضة راتشيد باستمرار، ويخرب روتين الجناح. ما يقود إلى صراع للحصول على السيطرة بين المرضى والممرضة. يدير ماكمرفي طاولة للعب الورق، ويصبح قائدًا لفريق كرة السلة، ويعلق على مظهر الممرضة راتشيد، ويحث بقية السجناء على إجراء تصويت لمشاهدة بطولة العالم في البيسبول على التلفاز، وينظم رحلة صيد سمك، في حين «تشرف» بائعات هوى على المرضى. بعد ادعائه وفشله اللاحق بقدرته على رفع لوحة تحكم ثقيلة في غرفة العلاج الفيزيائي الملغية المعروفة «بغرفة الحوض»، يحفز جوابه «ولكني حاولت على الأقل» بقية النزلاء على مواجهة أوامر الممرضة راتشيد عوضًا عن سماحهم لها بالسيطرة على جميع جوانب حياتهم. ينفتح الزعيم، ويتكلم مع مورفي بصدق، ويكشف في إحدى الليالي قدرته على السمع والتحدث. يؤدي اضطراب عنيف بعد رحلة الصيد إلى معاقبة ماكمرفي والزعيم بجلسات معالجة بالاختلاج الكهربائي. ولكن لا تعالج هذه العقوبة سلوك ماكمرفي الهائج.
في إحدى الليالي، يدخل ماكمرفي بائعتي هوى وكحول إلى الجناح بعد رشوة الحارس الليلي، ويقتحم الصيدلية للحصول على شراب كودين للسعال وبعض الأدوية النفسية الأخرى. بعد ملاحظة ماكميرفي إعجاب الفتى المتلعثم الخجول قليل الخبرة مع النساء بيلي بيبيت في أثناء رحلة الصيد ببائعة هوى تدعى كاندي. يكون السبب الرئيسي وراء إحضارهم هو ليفقد بيلي عذريته، وأيضًا (ولكن على نحو أقل)، ليستمتع ماكمرفي والنزلاء الآخرون بإقامة حفلة غير مسموحة. على الرغم من موافقة ماكمرفي على خطة لهروبه قبل بدء النوبة الصباحية، ولكنه ينام مع بقية المرضى عوضًا عن ذلك، دون تنظيف الفوضى المتسببة من سلوكهم. ليجدهم طاقم النوبة الصباحية ويروا الجناح في فوضى عارمة. تعثر الممرضة راتشيد على بيلي عارٍ جزئيًا محتضنا بائعة هوى، فتحذره. يدافع بيلي للمرة الأولى عن نفسه عندما يرد على الممرضة راتشيد دون أن يتلعثم. تهدد الممرضة راتشيد بيلي بهدوء بأنها ستتصل بوالدته لتخبرها بما حصل. يعاني بيلي من انهيار عاطفي يرجعه مباشرة إلى طبعه الطفولي القديم. وعند تركه وحده في مكتب الطبيب، يقتل نفسه عن طريق قطع حنجرته. تلوم الممرضة راتشيد ماكمرفي على موت بيلي، وهو الثائر غضبًا على ما فعلته ببيلي، فيهاجمها من طريق تمزيق قميصها ومحاولة خنقها حتى الموت. يُقيد ماكمرفي، ويؤخذ إلى جناح المضطربين عقليًا.
تغيب الممرضة راتشيد عن عملها مدة أسبوع نتيجة لإصاباتها، وفي أثناء ذلك، ينقل العديد من المرضى إلى أجنحة مختلفة، أو يغادرون المستشفى إلى الأبد. عند عودتها لا تستطيع الممرضة راتشيد التكلم، ما يحرمها من أقوى أداة لديها لفرض النظام. مع بقاء برومدين، ومارتيني، وسكانلون فقط من المرضى الذين ذهبوا إلى رحلة القارب في الجناح. يعود ماكميرفي بعد إجرائه جراحة في الدماغ، تتركه في حالة خضرية دائمة غير قادر على الحركة أو الحديث. يخنق الزعيم ماكميرفي باستخدام وسادة في منتصف الليل بمثابة موت رحيم قبل حمله لوحة تحكم غرفة الحوض الثقيلة، التي لم يستطع ماكميرفي حملها سابقًا، ويرميها نحو نافذة لتتحطم ويهرب من خلالها.